# لیبرالیسم کلاسیک
لیبرالیسم کلاسیک (به انگلیسی: Classical liberalism)، یک سنت سیاسی و شاخه‌ای از لیبرالسیم است که بازار آزاد و اقتصاد لسه‌فر را توصیه می‌کند، یعنی آزادی مدنی تحت حاکمیت قانون با تاکید ویژه بر استقلال فردی، دولت محدود، آزادی اقتصادی، آزادی سیاسی و آزادی بیان. بلوغ آن به ابتدای قرن ۱۸ میلادی بر اساس ایده هایی که از قرن ۱۳ میلادی به بعد در میان شبه جزیره ایبریا، انگلوساکسون‌ها و اروپای مرکزی رواج داشت بر می‌گردد. همچنین این ایدئولوژی تاثیر بنیادی بر انقلاب آمریکا گذاشته است.
از افراد برجسته‌ای که ایده‌هایشان به ژرفای لیبرالیسم کلاسیک کمک کرد می‌توان جان لاک، ژان-باتیست سه، توماس مالتوس و دیوید ریکاردو را نام برد. در نتیجه تلاش این افراد، لیبرالسیم کلاسیک به اقتصاد کلاسیک ، به ویژه ایده های آدام اسمیت در کتاب اول ثروت ملل، قانون طبیعی، توسعه اجتماعی و فایده‌گرایی نزدیک شد. در دوره معاصر نیز افرادی چون فردریش هایک، میلتون فریدمن، لودویگ فن میزس، تامس سول، جرج استیگلر و لری آرنهارت به عنوان اصلی ترین حامیان لیبرالیسم کلاسیک شناخته می‌شوند.
لیبرالیسم کلاسیک برخلاف برخی شاخه‌های لیبرالیسم مانند لیبرالیسم اجتماعی، نگاه منفی نسبت به سیاست‌های اجتماعی، مالیات و دخالت دولت در زندگی اشخاص دارد و حامی مقررات‌زدایی است. لیبرالیسم کلاسیک تا دوره رکود بزرگ و سربرآوردن لیبرالیسم اجتماعی با نام لیبرالیسم اقتصادی شناخته می‌شد و اصطلاح لیبرالیسم کلاسیک برای تمایز بین لیبرالیسم ابتدای قرن ۱۹ با لیبرالیسم اجتماعی استفاده شد. در عصر مدرن واژه لیبرالسیم در ایالات متحده به لیبرالیسم اجتماعی تعبیر می‌شود اما در اروپا و استرالیا به لیبرالیسم کلاسیک تعبیر می‌شود.
در ایالات متحده، لیبرالیسم کلاسیک ممکن است با «محافظه‌کاری مالی» و «آزادی اجتماعی» توصیف شود، اما لیبرالسیم کلاسیک به دلیل اصل بنیادی فردگرایی، تحمل پذیری محافظه کارانه در قبال حمایت‌گرایی و تمایل لیبرالسیم اجتماعی برای حقوق گروهی سازمان‌ها را رد می‌کند. لیبرالیسم کلاسیک در ایالات متحده در پیوند با لیبرتاریانیسم راست در نظر گرفته می‌شود. در اروپا نیز لیبرالیسم چه به صورت اجتماعی (به ویژه رادیکال) یا محافظه‌کارانه، لیبرالسیم کلاسیک در نظر گرفته و با لیبرالسیم اقتصادی راست میانه شناخته می‌شود.

## کلیات
لیبرالیسم کلاسیک، محصول انگلستان و هلند بود. این لیبرالیسم از آزادی دینی، دفاع می‌کرد و به نفسه، پروتستان بود، اما نه از نوع خشک و تعصب‌آمیز، بلکه، از نوعی که به آزادی تفسیر و تعبیر مذهبی قائل بود و جنگ‌های مذهبی را احمقانه می‌دانست. به تجارت و صنعت ارزش قائل بود و بیشتر به طبقه متوسط در حال رشد تمایل داشت تا به دستگاه سلطنت و جامعه اشرافی. برای حقوق مالکیت خصوصی مخصوصاً وقتی که مال بر اثر زحمات فرد مالک فراهم آمده باشد احترام فراوان قائل بود. اصل وراثت گرچه مردود نشد از حدود سابق محدودتر شد؛ خصوصاً موهبت الهی سلطنت در برابر این نظر که هر اجتماعی حق دارد که حداقل در بدو امر هر نوع حکومتی بخواهد برگزیند مردود شناخته شد. به‌طور ضمنی، تمایل لیبرالیسم کلاسیک متوجه دموکراسیی بود که با شناختن حقوق مالکیت، نرم و قابل انعطاف شده باشد. در این لیبرالیسم عقیدهایی وجود داشت که دائر بر اینکه همه افراد در اصل مساوی به دنیا آمده‌اند و عدم تساوی بعدی آنان محصول شرایط است.
به عقیده برتراند راسل، کارل مارکس با تأثیرپذیری و نقد لیبرالیسم کلاسیک، فلسفه سوسیالیسم علمی خود را بنا گذاشت.

## تاریخچه
نخستین تبیین قابل فهم فلسفه لیبرال در آثار جان لاک دیده می‌شود. لاک از بانفوذترین فلاسفه جدید است که در انگلستان نظریات او با نظریات هوشمندترین مردم هماهنگی چنان کاملی داشت که جز در زمینه فلسفه نظری، مشکل می‌توان تأثیرات آن نظریات را دنبال کرد؛ از طرف دیگر در فرانسه نظریات لاک از لحاظ عملی به مخالفت با رژیم موجود و از لحاظ نظری به مخالفت با فلسفه رایج رنه دکارت منجر شد.
همچنین لیبرالیسم کلاسیک بر مبنای آرایی که از قبل تا انتهای قرن هیجدهم طرح شده بود، نظیر آرای برگزیدهٔ آدام اسمیت، ژان-باتیست سه، توماس مالتوس و دیوید ریکاردو بنا شده‌است. این نظریه درکی روانشناسانه از آزادی شخصی، نظریات متناقض قانون طبیعی و فایده گرایی، و باور به ترقی ارائه کرد. لیبرال‌های کلاسیک از محافظه کاران نسبت که حداقلی‌ترین دولت بدبین تر بود و با استفاده از نظریه دولت تامس هابز، آنان باور داشتند که دولت را افراد برای حفاظت از دیگران ایجاد کرده‌است.